# Rástrapati Bhavan
A Rástrapati Bhavan (dévanágari írással: राष्ट्रपति भवन, jelentése: „elnöki épület/ház”) az indiai főváros, Újdelhi egyik nevezetes épülete, az ország elnökének hivatalos rezidenciája. A világ legnagyobb méretű elnöki rezidenciáinak egyike.

## Története
A döntést, hogy Újdelhiben építsenek fel egy rezidenciát a brit-indiai alkirály számára, az után született meg, hogy 1911 decemberében a delhi darbáron bejelentették, hogy az indiai fővárost Kalkuttából Újdelhibe költöztetik. A palotát Sir Edwin Lutyens tervezte, a terveket 1912. június 14-én küldte meg Herbert Bakernek, akire a különálló titkársági épületek megtervezése várt. Építésén több ezer munkás dolgozott, és ahhoz, hogy felszabaduljon az a hatalmas terület, ahová tervezték, 1911 és 1916 között 300 családot kellett kilakoltatni. Eredetileg az volt az elképzelés, hogy a palota a Rájszína-hegy csúcsára kerül, a titkársági épületek pedig lejjebb, de végül közel 400 méterrel odébb, mindegyik a fennsíkon épült fel (ez a téma egyébként vitához is vezetett a két építész között). Emellett, bár Charles Hardinge alkirály ragaszkodott a grandiózus méretekhez, az építkezésre szánt költségvetést leszűkítette, így az eredetileg tervezett 370 000 m³-es épület helyett csak egy kisebb, 240 000 m³-eset volt lehetőség kivitelezni. Az építkezés végül egészen 1929-ig tartott: ezalatt Lutyens szinte évente ment felváltva Angliába és Indiába, de mindenütt az új épülettel kapcsolatosan dolgozott.
Az elkészült palotát eredetileg alkirályi háznak nevezték, majd amikor 1947-ben India függetlenné vált, augusztus 15-én átkeresztelték kormányzati házzá. Nem sokkal később, 1950-ben, Rádzsendra Praszád elnökké válásakor kapta mai nevét, a Rástrapati Bhavant.
Első alkirályi lakója Edward Wood volt, majd itt lakott az összes többi indiai alkirály is, egészen Lord Louis Mountbattenig, aki az utolsó alkirály és egyben a független India első főkormányzója volt. 1948. június 21-én a Rástrapati Bhavan kupolája alatt tette le az esküt Csakravarti Rádzsagopálácsári főkormányzó, aki a palota első indiai származású lakója lett. Ő azonban túl „királyinak” találta az alkirályi szobát, ezért személyes használatra kisebb szobákat jelölt ki magának a ma családi szárnynak nevezett épületrészben. Ezt az elhatározást utódai is követték, az eredeti alkirályi szobákat pedig az ide látogató állam- és kormányfők, valamint kíséreteik számára alakították át vendégszárnnyá.
Amikor a palota még viszonylag új volt, Mahátma Gandhi is járt benne. Őt Wood alkirály hívta meg egy találkozóra: Gandhi ide egy kis sót hozott magával, amelyet beletett a teájába, így tiltakozva a britek sóadója ellen.
2012 augusztusában Pranab Mukhárdzsi elnök megnyittatta a palota egy részét a látogatók előtt is, azóta vezető segítségével bejárható az épület több terme, a hozzá tartozó múzeum és kertjei.

## Leírás
A palota Újdelhiben, a Rádzspath nevű út nyugati végén található, egy összesen 1 330 000 m²-es birtokon, amelyből mintegy 800 000 m²-t kertek tesznek ki. A több mint 20 000 m² alapterületű, H betű alaprajzú épület négy szintjén 340 helyiség található, folyosóinak összhossza eléri a 2,5 km-t. Építéséhez 700 millió téglát és 85 000 m³ követ használtak fel.
Középpontja felett emelkedik leglátványosabb építészei eleme, a kupola. Bár az építész ragaszkodott hozzá, hogy a tervek a római pantheonhoz hasonlatosak, elemzők szerint a kupola szerkezete mégis inkább a száncsi nagy sztúpa mintájára készült. Egyébként is a teljes palotára jellemző az indiai építészeti elemek használata, például a buddhista kerítéseké, cshaddzsáké, cshatriké, dzsáliké, valamint az oszlopokon az indiai templomi harangoké.
Az épület nyugati oldalán terül el az igen látványos, virágokban és szökőkutakban bővelkedő, négyzet alakú mogul kert. A rezidencia udvarán áll a Dzsajpur-emlékoszlop is.

## Képek

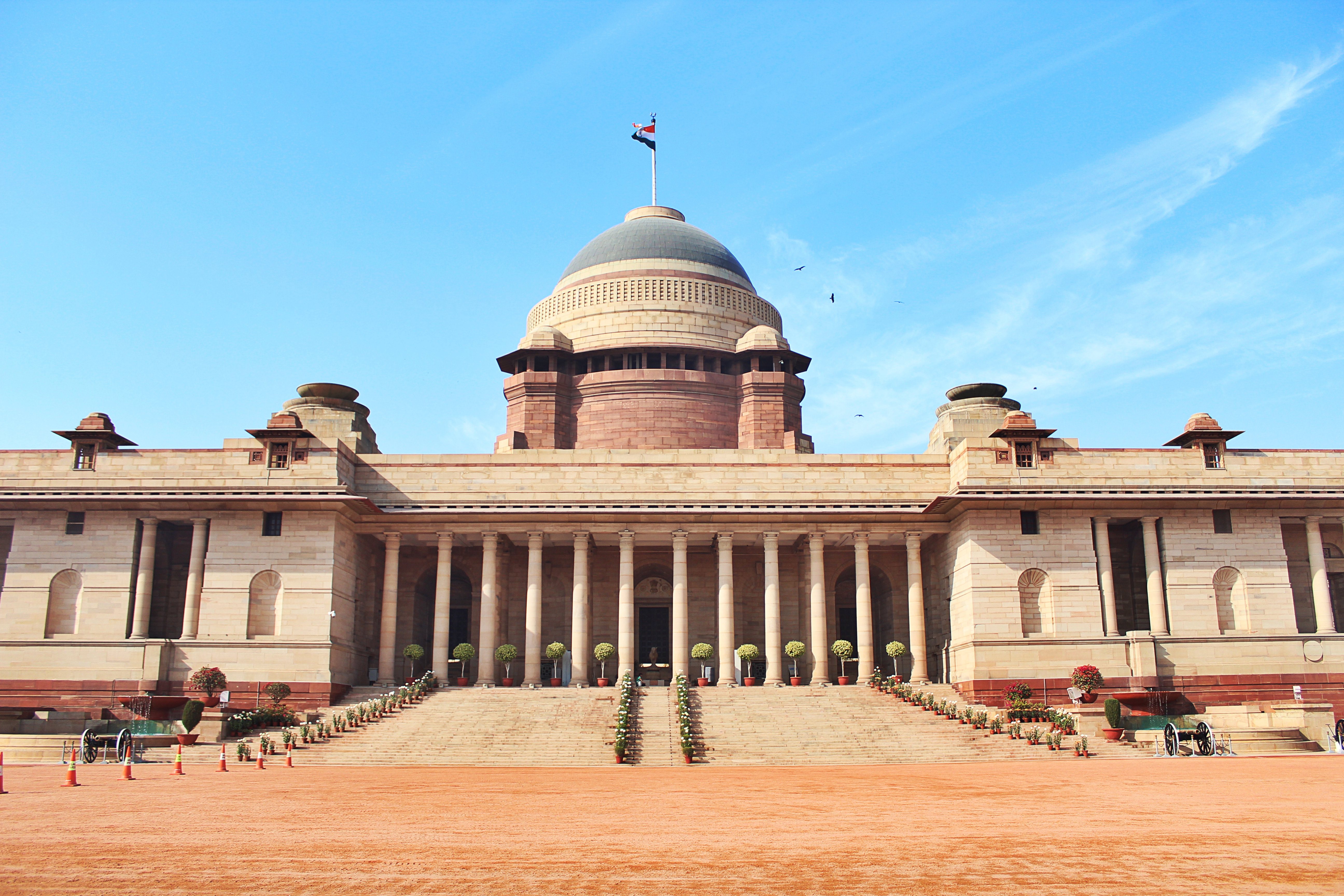
A palota keletről nézve
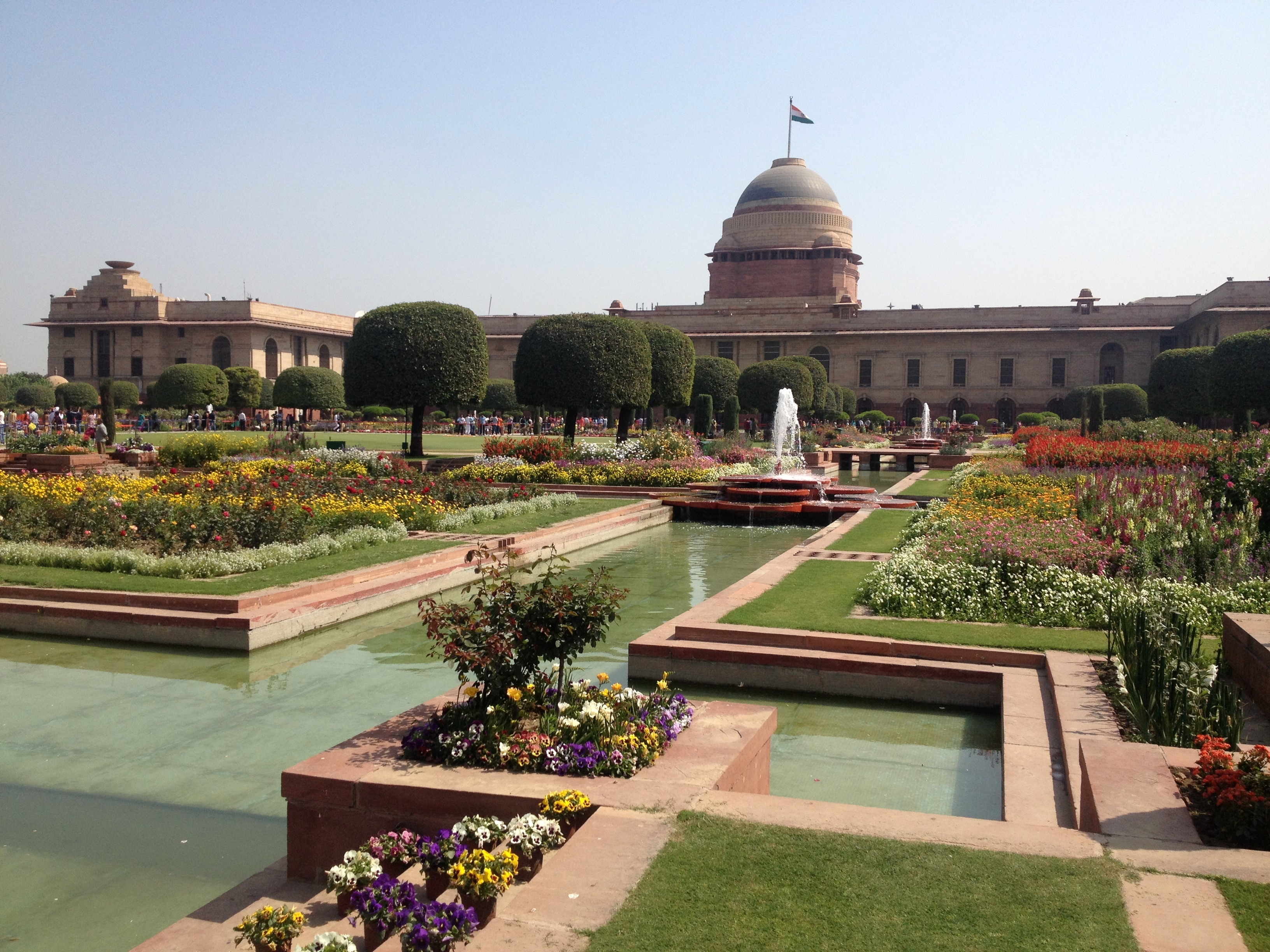
A palota kertje, háttérben az épülettel
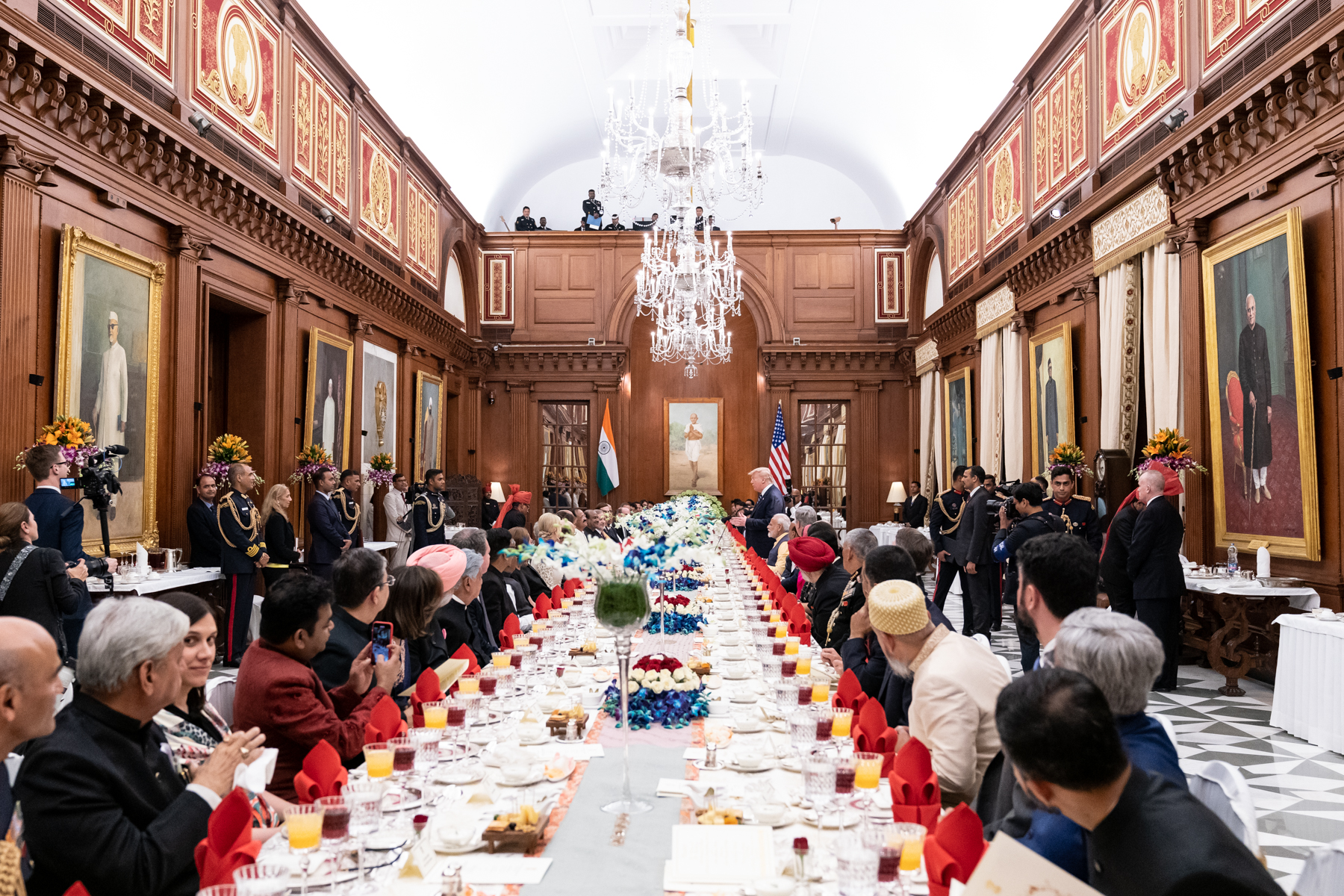
Donald Trump látogatása a Rástrapati Bhavanban 2020-ban
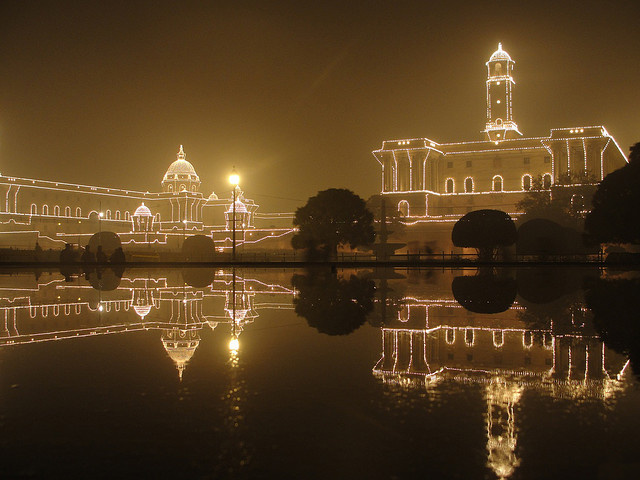
Ünnepi kivilágításban